# Lopaphus trilineatus
Lopaphus trilineatus är en insektsart som först beskrevs av Carl 1913.  Lopaphus trilineatus ingår i släktet Lopaphus och familjen Diapheromeridae. Inga underarter finns listade i Catalogue of Life.